# Suriel (biskup koptyjski)
Suriel (ur. 9 maja 1963 w Port Said) – duchowny Koptyjskiego Kościoła Ortodoksyjnego, w latach 1999-2018 biskup Melbourne, od 2019 biskup pomocniczy Los Angeles.

## Życiorys
Był mnichem w monasterze św. Paisjusza. Święcenia kapłańskie przyjął 8 czerwca 1993. Sakrę biskupią otrzymał 15 czerwca 1997 jako naczelny biskup Koptów poza Egiptem. W 1999 został mianowany biskupem Melbourne stając się pierwszym zwierzchnikiem wiernych w Australii. 5 listopada 2018 roku zrezygnował z urzędu. 14 stycznia 2019 patriarcha Tawadros II oddelegował go do posługi duszpasterskiej w diecezji Los Angeles.